# Bạch tuộc đêm

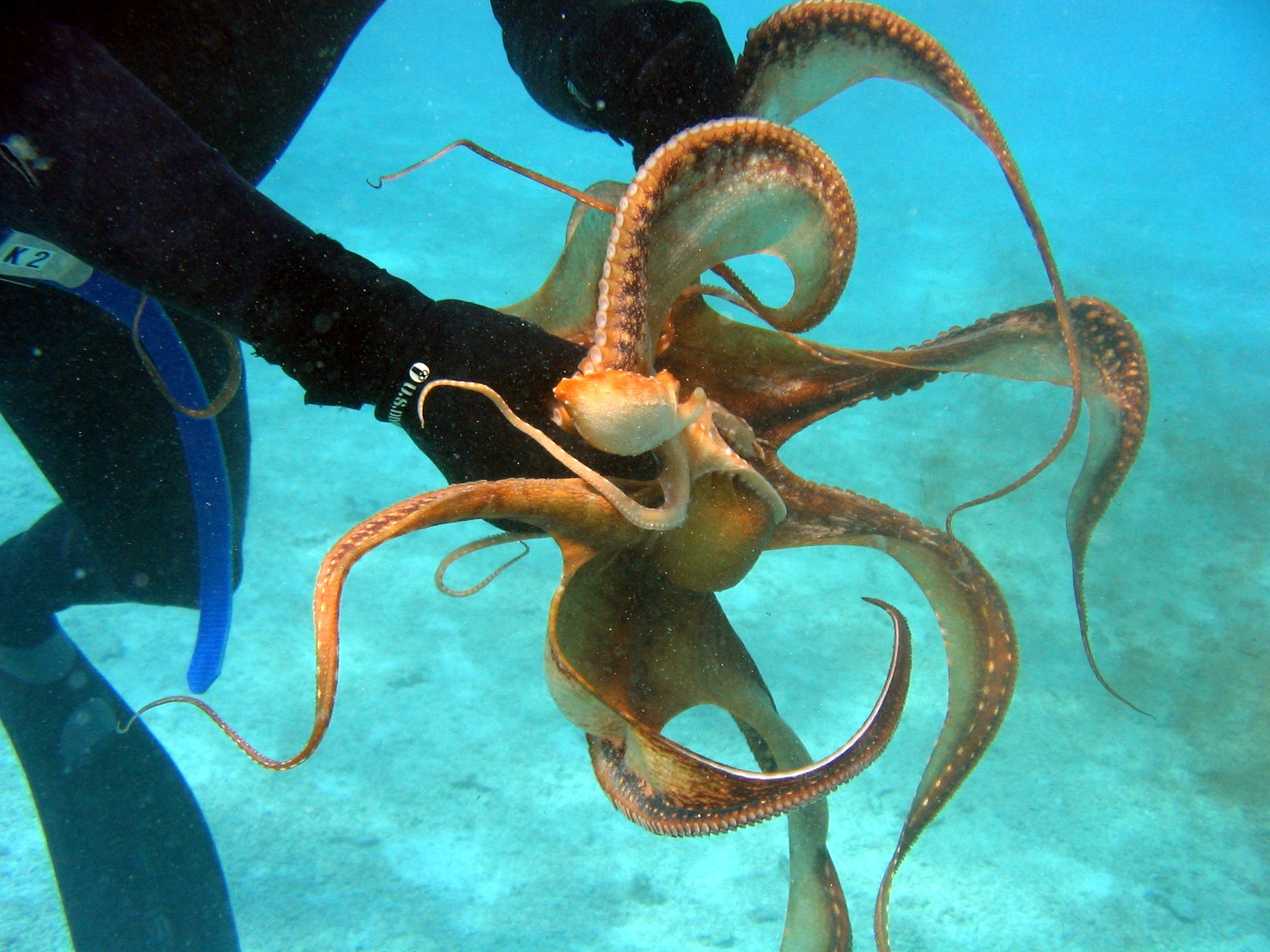
Octopus ornatus và thợ lặn tại, Quần đảo Tây Bắc Hawaii

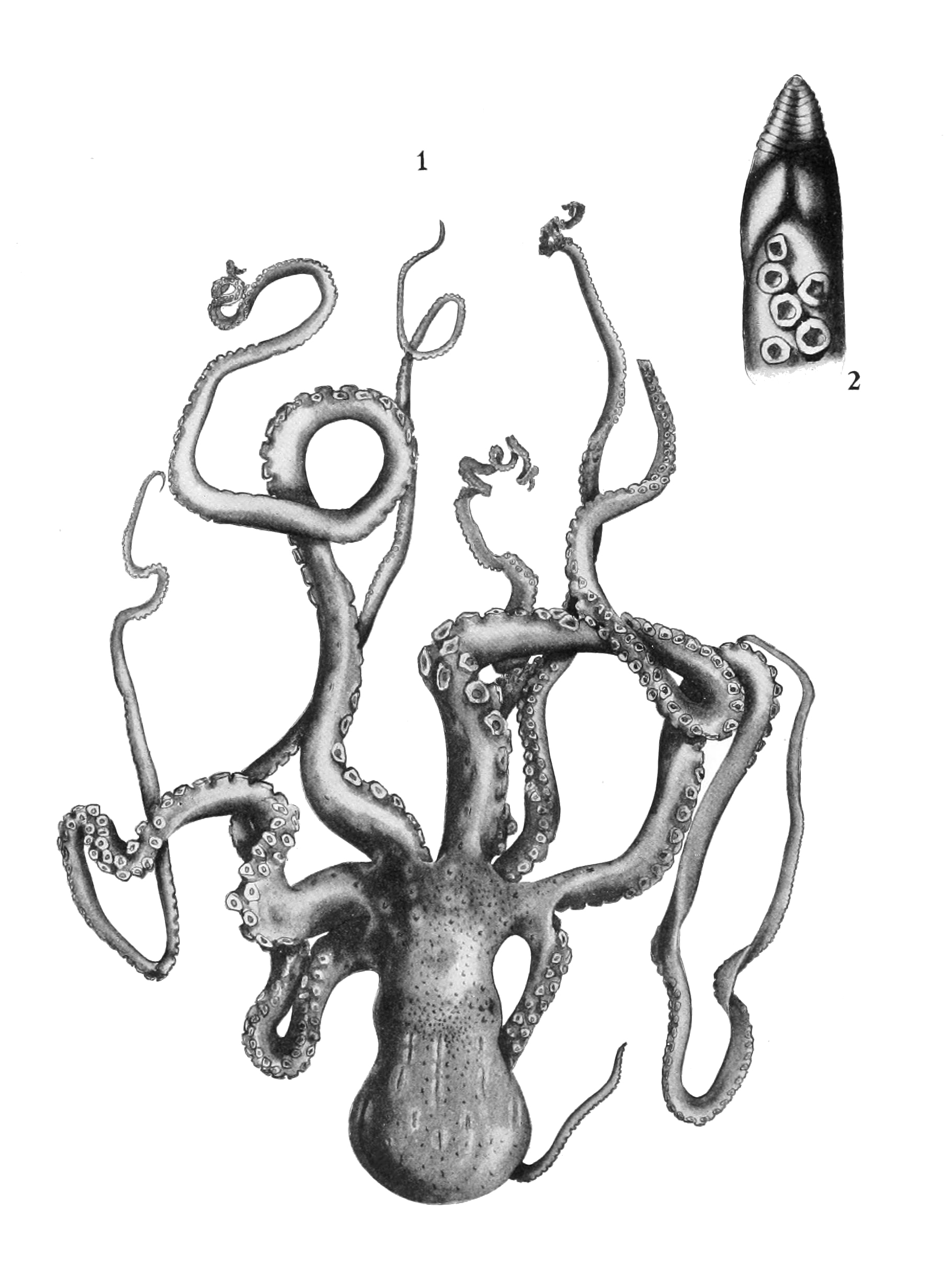
Kích thước trung bình của loài này được ghi nhận tại Honolulu

Bạch tuộc đêm hay bạch tuộc sọc trắng (tên khoa học Octopus ornatus) là một loài bạch tuộc nhiệt đới nguồn gốc ở khu vực Ấn Độ-Thái Bình Dương. Trước đây nó được gọi là Polypus ornatus. Bạch tuộc đêm là loài ăn được và được ghi nhận trong một khu chợ ở Hawaii vào năm 1914 bởi SS Berry.

## Hình ảnh

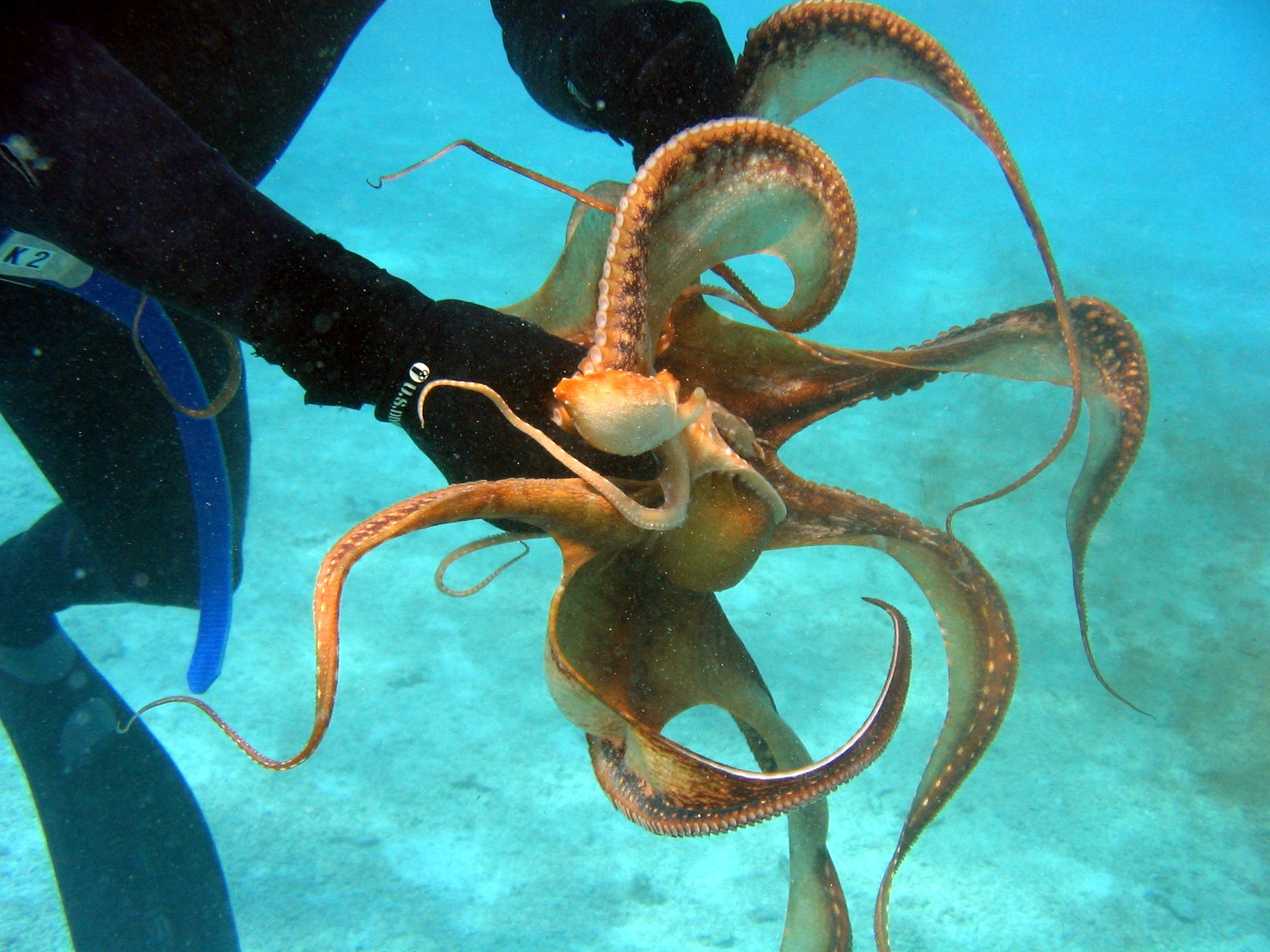